# Institute of the American Musical
Das Institute of the American Musical in Los Angeles wurde 1972 von seinem derzeitigen Präsidenten Miles Kreuger gegründet. Seine Sammlung beinhaltet „die größte Sammlung von Artefakten des Broadway-Musicals“, darunter  Skripte und andere Materialien. Es wird als eins der wichtigsten Archive für Broadway-Geschichte bezeichnet, und wurde von der Library of Congress "ein nationaler Schatz" (a national treasure) genannt.

## Sammlung
Die Sammlung beinhaltet Gegenstände wie Theaterplakate von Broadway-Theaterstücken seit dem 19. Jahrhundert, die Memoiren von Busby Berkeley, Oscar Hammersteins persönliches Exemplar des Skripts von Show Boat und die Ray Knight collection, welche das "Kronjuwel" der Sammlung des Instituts genannt wurde. Sie beinhaltet das einzig bekannte Filmmaterial von zahlreichen frühen Broadway-Shows, inklusive  Julie Andrews in Camelot, Gwen Verdon in Damn Yankees und Ethel Merman in der Erstaufführung von Gypsy.